# 1812 a tudományban
Az 1812. év a tudományban és a technikában.

## Események
- Friedrich Koenig feltalálja a hengeres gyorssajtót, ami forradalmasította a könyvnyomtatást.

## Publikációk
- Megjelenik Humphry Davy Elements of Chemical Philosophy című műve[1]

## Biológia
- Georges Cuvier francia zoológus, geológus, a katasztrofizmusnak nevezett geológiai irányzat egyik fő támogatójának tanulmánya: Recherches sur les ossements fossiles de quadrupèdes (A négylábúság csontmaradványainak kutatása) című dolgozata.

## Matematika
- Pierre-Simon de Laplace Théorie analitique des probabilités (A valószínűség analitikai elmélete) című klasszikus műve a valószínűségszámítást már mint a matematika önálló ágát tárgyalja.

## Születések
- június 9. – Johann Gottfried Galle német csillagász († 1910)

## Halálozások
- február 24. – Étienne Louis Malus francia fizikus, matematikus (* 1775)
- július 10. – Carl Ludwig Willdenow német botanikus (* 1765)